# بنیادستیزی سیاسی
بنیادستیزی سیاسی اصطلاحی است که در علوم سیاسی با عنوان رادیکالیسم شناخته می‌شود و بر آن دسته از اصول سیاسی دلالت می‌کند که بر تغییر ساختارهای اجتماعی از طریق انقلاب یا سایر ابزارها و تغییر بنیادین نظام‌های ارزشی متمرکزند.
این اصطلاح از واژهٔ لاتین radix (به معنی ریشه) برگرفته شده‌است. معنی واژهٔ رادیکال از زمان ابداع آن یعنی قرن هجدهم تغییر کرده‌است و دربرگیرندهٔ تمام طیف سیاسی می‌شود. با این وجود، این اصطلاح معنی ضمنی «تغییر ریشه‌ای» که مفهومی اساسی در تغییرات انقلابی در جامعه است، را حفظ کرده‌است. از لحاظ تاریخی، بنیادستیزی منحصراً بر چپ رادیکال (زیرمجموعهٔ سیاست چپ افراطی) دلالت کرده‌است و به ندرت سیاست راست افراطی را در بر می‌گیرد هر چند سیاست راست افراطی ممکن است مولفه‌های انقلابی داشته باشد. مهمترین استثنا این قاعده ایالات متحده آمریکا است؛ یعنی کشوری که در آن برخی بنیادستیزی را شامل چپ رادیکال و راست رادیکال می‌دانند. در برچسب‌های سنتی طیف اندیشهٔ سیاسی، مخالف بنیادستیزی، در جناح «راست» طیف سیاسی را «ارتجاعی» می‌نامند.
در گزارش قرن نوزدهم دائرةالمعارف علوم سیاسی (۱۸۸۱، ۱۸۸۹) آمده‌است که «بنیادستیزی بیش از آن که با اصولش شناخته شود، با شیوهٔ کاربست آن اصول شناخته می‌شود.» محافظه‌کاران غالباً اصطلاح بنیادستیز را «توهینآمیز» به کار برده‌اند حال آنکه بنیادستیزان چپ معاصر از واژهٔ «محافظه‌کار» به نحوی «تحقیرآمیز» استفاده کرده‌اند. از این رو معانی امروزی «بنیادستیز»، «بنیادستیزی»، و «بنیادستیزی سیاسی» متشکل از چپ افراطی (چپ تندرو، چپ رادیکال) و راست افراطی (راست تندرو، راست رادیکال) است.
دانشنامه بریتانیکا اولین کاربست سیاسی اصطلاح «بنیادستیز» را به چالز جیمز فاکس که از حزب ویگ در پارلمان بریتانیا عضویت داشت، نسبت می‌دهد. فاکس در سال ۱۹۷۹ پیشنهاد «اصلاح بنیادین» نظام انتخاباتی را مطرح کرد. این پیشنهاد پیرامون حق رای همگانی مردان بود و به موجب آن اصطلاح «بنیادستیز» بر حامیان تحول پارلمان بریتانیا دلالت پیدا کرد. در طول قرن نوزدهم، این اصطلاح با مفاهیم و عقاید سیاسی گوناگون در هم آمیخت و در نتیجه مفاهیم بنیادستیزی طبقهٔ کارگر، بنیادستیزی طبقهٔ متوسط، بنیادستیزی فلسفی، بنیادستیزی دموکراتیک، بنیادستیزی بورژوازی، بنیادستیزی توری و بنیادستیزی پلبیها به وجود آمد. در نتیجه، رهبران بنیادستیز تأثیرگذار سیاسی موجب ادامهٔ روند بنیادستیزی سیاسی خود شدند (به بنیادستیزی اسپنسی و بنیادستیزی کارلایلی مراجعه کنید). از نظر فلسفی، ژان-ژاک روسو (۱۷۱۲–۱۷۷۸)، دانشمند سیاسی فرانسوی، نظریه‌پرداز اصلی پیشنهاد دهندهٔ بنیادستیزی سیاسی به منزلهٔ امری تحقق‌پذیر در فلسفهٔ سیاسی جمهوری‌خواهان یعنی انقلاب فرانسه (۱۷۸۹–۱۷۹۹) و سایر انقلاب‌های معاصر است که پادگزارهٔ لیبرالیسم جان لاک (۱۶۳۲–۱۷۰۴) به حساب می‌آیند.